# 塞珀雷申山
塞珀雷申山（英語：Mount Separation），是南極洲的山峰，位於赫德島，處於坎貝爾峰東北面1.9公里，海拔高度1,480米，在1948年由澳大利亞探險隊測量，由澳大利亞海外領地負責管轄。